# Сант-Иньяцио-ди-Лойола-а-Кампо-Марцо (титулярная диакония)
Титулярная диакония Сант-Иньяцио-ди-Лойола-а-Кампо-Марцо (лат. Diaconia Sancti Ignatii de Loyola in Campo Martio) — титулярная церковь была создана Папой Иоанном Павлом II 28 июня 1991 года. Титулярная диакония принадлежит барочной церкви Сант-Иньяцио, расположенной в районе Рима Пинья, на площади Святого Игнатия Лойолы.

## Список кардиналов-дьяконов и кардиналов-священников титулярной диаконии Сант-Иньяцио-ди-Лойола-а-Кампо-Марцо
- Паоло Децца, S.J. — (28 июня 1991 — 17 декабря 1999, до смерти);
- Роберто Туччи, S.J. — (21 февраля 2001 — 21 февраля 2011), титулярная диакония pro hac vice (21 февраля 2011 — 14 апреля 2015, до смерти);
  - вакансия (2015—2018);
- Луис Франсиско Ладария Феррер, S.J. — (28 июня 2018 — по настоящее время).